# Sol-yakgukjip adeuldeul
Sol-yakgukjip adeuldeul (솔약국집 아들들?, lett. I figli della casa farmaceutica Sol; titolo internazionale My Too Perfect Sons) è una serie televisiva sudcoreana trasmessa su KBS2 dall'11 aprile all'11 ottobre 2009.

## Trama
La famiglia Song è guidata dal patriarca Kwang-ho e dalla sua coraggiosa moglie Ok-hee, che hanno avuto quattro figli maschi: Jin-poong, Dae-poong, Sun-poong e Mi-poong. Ok-hee li adora da quando sono nati e, avendo spesso interferito nelle loro relazioni sentimentali dichiarando le fidanzate non abbastanza all'altezza per i suoi figli perfetti, ora, vedendoli cresciuti, dispera che riescano a sposarsi.
Il figlio maggiore Jin-poong sta per compiere quarant'anni ed è un farmacista. Nonostante sia una persona gentile e affettuosa, con le donne diventa timido e maldestro, e non ha mai superato il suo primo amore, Kim Hye-rim. Quando la donna torna a vivere nella casa d'infanzia, situata di fronte alla sua farmacia, insieme al marito Brutus e ai due figli, Jin-poong fa la conoscenza della sorella minore di Brutus, Lee Soo-jin, un'avvocato.
A differenza della personalità cauta e responsabile del fratello maggiore, il secondogenito Dae-poong è un dottore rubacuori che si toglie dai guai con il suo fascino fanciullesco e gestisce una piccola clinica sopra la farmacia di Jin-poong, dove lavora un'unica impiegata, l'infermiera Kim Bok-shil. Bok-shil non ha famiglia e vive da sola nel quartiere, facendo visita ai Song ogni giorno per aiutare la signora Ok-hee a pulire e cucinare. Dae-poong dà Bok-shil per scontata, ignaro che provi dei sentimenti per lui.
Il terzo figlio Sun-poong è un vegetariano amante degli animali che lavora come giornalista per la stazione televisiva KBC ed è dolce, onesto e un po' ottuso quando si tratta di amore. Il suo capo, il direttore della stazione televisiva Oh Young-dal, lo mette in coppia con la propria figlia, l'attrice esordiente Eun-ji, una principessina viziata che non considera Sun-poong il suo tipo, ma inizia a sentirsi attratta da lui perché la ignora.
Il figlio minore è il diciannovenne Mi-poong, sensibile e formale all'eccesso con chiunque, che si è appena diplomato e sta studiando per ripetere l'esame di ammissione all'università; bravo nel cucito e nell'artigianato, viene spesso preso in giro perché è troppo femminile. Il suo migliore amico Park Yong-chul ha avuto una figlia da una ragazza di nome Choi Soo-hee, ma non può prendersi cura della piccola Ha-na a causa dei molti lavori che svolge e la madre affida quindi la neonata di cinque mesi a Mi-poong, che si affeziona molto alla bambina. Quando Yong-chul viene chiamato per il servizio militare, Mi-poong accetta di prendersi cura di Ha-na fino al ritorno dell'amico.

## Personaggi
Famiglia Song
- Song Jin-poong, interpretato da Son Hyun-joo
- Song Dae-poong, interpretato da Lee Pil-mo
- Song Sun-poong, interpretato da Han Sang-jin
- Song Mi-poong, interpretato da Ji Chang-wook
- Song Kwang-ho, interpretato da Baek Il-seob
- Bae Ok-hee, interpretata da Yoon Mi-ra
- Song Shi-yeol, interpretato da Byun Hee-bong

Famiglia Oh
- Oh Eun-ji, interpretata da Yoo Ha-na
- Oh Young-dal, interpretato da Kim Yong-gun
- Ahn Moon-sook, interpretata da Kim Hye-ok

Famiglia Lee
- Lee Soo-jin, interpretata da Park Sun-young
- Brutus Lee, interpretato da Cho Jin-woong
- Kim Hye-rim, interpretata da Choi Ji-na
- Lee Ma-ri, interpretata da Joo Hye-rin
- Lee Sung-jin, interpretato da Jung Joon-hwi

Altri personaggi
- Kim Bok-shil/Jennifer Kim, interpretata da Yoo Sun
- Choi Soo-hee, interpretata da Kang Eun-bi
- Kim Yoo-ra, interpretata da Yoon Hee-kyung
- Jo Mi-ran, interpretata da Ha Jae-sook
- Park Yong-chul, interpretato da Kim Joo-hwan
- Lee Hye-ri, interpretata da Kim Ye-rang
- Signor Jang, interpretato da Song Jong-beom
- Diana Yoon, interpretata da Bang Eun-jin
- Lee Eun-jung, interpretata da Lee Deok-hee
- Dottor Park Hyun-woo, interpretato da Yoon Young-joon
- Dottor Kim Yoon-jong, interpretato da Yoon Joo-sang
- Dottoressa Kim Mi-yeon, interpretata da Seo Yeon-joo
- Jung-hee, interpretata da Go Jung-min
- Yu-ri, interpretata da Jeon Hee-sun
- Figlio di Sun-poong, interpretato da Kim Jin-woo
- In-bae, interpretato da Sung Chang-hoon

## Ascolti
| Episodio | Data di trasmissione | Dati TNMS           | Dati TNMS                  | Dati AGB            | Dati AGB                   |
| Episodio | Data di trasmissione | A livello nazionale | Area metropolitana di Seul | A livello nazionale | Area metropolitana di Seul |
| -------- | -------------------- | ------------------- | -------------------------- | ------------------- | -------------------------- |
| 1        | 11 aprile 2009       | 17,8%               | 17,8%                      | 18,0%               | 17,9%                      |
| 2        | 12 aprile 2009       | 22,5%               | 21,9%                      | 21,5%               | 22,1%                      |
| 3        | 18 aprile 2009       | 19,5%               | 18,8%                      | 18,5%               | 17,4%                      |
| 4        | 19 aprile 2009       | 24,2%               | 24,2%                      | 21,9%               | 21,9%                      |
| 5        | 25 aprile 2009       | 22,0%               | 22,2%                      | 20,0%               | 19,9%                      |
| 6        | 26 aprile 2009       | 25,4%               | 24,3%                      | 24,9%               | 25,7%                      |
| 7        | 2 maggio 2009        | 20,7%               | 20,3%                      | 20,1%               | 20,5%                      |
| 8        | 3 maggio 2009        | 23,9%               | 23,2%                      | 22,9%               | 22,8%                      |
| 9        | 9 maggio 2009        | 19,6%               | 19,7%                      | 19,0%               | 19,3%                      |
| 10       | 10 maggio 2009       | 27,4%               | 26,9%                      | 24,9%               | 25,8%                      |
| 11       | 16 maggio 2009       | 24,9%               | 24,5%                      | 22,7%               | 22,6%                      |
| 12       | 17 maggio 2009       | 27,4%               | 27,6%                      | 25,1%               | 24,7%                      |
| 13       | 23 maggio 2009       | 21,0%               | 20,9%                      | 20,1%               | 20,6%                      |
| 14       | 24 maggio 2009       | 23,4%               | 22,7%                      | 21,5%               | 22,0%                      |
| 15       | 30 maggio 2009       | 21,3%               | 21,0%                      | 18,6%               | 18,2%                      |
| 16       | 31 maggio 2009       | 24,3%               | 24,3%                      | 21,4%               | 22,1%                      |
| 17       | 5 giugno 2009        | 21,9%               | 21,8%                      | 19,4%               | 19,4%                      |
| 18       | 7 giugno 2009        | 27,2%               | 27,1%                      | 25,3%               | 25,4%                      |
| 19       | 13 giugno 2009       | 21,8%               | 21,5%                      | 20,4%               | 21,0%                      |
| 20       | 14 giugno 2009       | 28,0%               | 28,4%                      | 25,8%               | 26,5%                      |
| 21       | 20 giugno 2009       | 25,1%               | 25,2%                      | 24,0%               | 24,8%                      |
| 22       | 21 giugno 2009       | 27,4%               | 28,1%                      | 25,6%               | 26,5%                      |
| 23       | 27 giugno 2009       | 21,4%               | 21,7%                      | 21,4%               | 22,3%                      |
| 24       | 28 giugno 2009       | 30,6%               | 31,9%                      | 26,9%               | 28,7%                      |
| 25       | 4 luglio 2009        | 24,5%               | 24,7%                      | 23,2%               | 22,8%                      |
| 26       | 5 luglio 2009        | 28,4%               | 28,2%                      | 27,0%               | 27,7%                      |
| 27       | 11 luglio 2009       | 27,4%               | 27,3%                      | 24,3%               | 24,3%                      |
| 28       | 12 luglio 2009       | 33,2%               | 34,2%                      | 29,9%               | 29,6%                      |
| 29       | 18 luglio 2009       | 28,9%               | 30,5%                      | 24,1%               | 26,0%                      |
| 30       | 19 luglio 2009       | 31,2%               | 32,0%                      | 28,3%               | 28,6%                      |
| 31       | 25 luglio 2009       | 26,6%               | 26,4%                      | 24,8%               | 25,0%                      |
| 32       | 26 luglio 2009       | 36,4%               | 37,1%                      | 32,4%               | 33,9%                      |
| 33       | 1 agosto 2009        | 26,3%               | 25,8%                      | 26,2%               | 26,5%                      |
| 34       | 2 agosto 2009        | 32,3%               | 33,1%                      | 29,8%               | 30,6%                      |
| 35       | 8 agosto 2009        | 30,7%               | 30,9%                      | 27,0%               | 27,6%                      |
| 36       | 9 agosto 2009        | 35,9%               | 37,0%                      | 32,3%               | 32,0%                      |
| 37       | 15 agosto 2009       | 28,5%               | 28,1%                      | 27,1%               | 27,9%                      |
| 38       | 16 agosto 2009       | 36,3%               | 37,0%                      | 34,4%               | 35,7%                      |
| 39       | 22 agosto 2009       | 31,7%               | 32,6%                      | 29,7%               | 31,0%                      |
| 40       | 23 agosto 2009       | 35,0%               | 36,3%                      | 30,4%               | 31,7%                      |
| 41       | 29 agosto 2009       | 34,0%               | 34,8%                      | 31,0%               | 32,7%                      |
| 42       | 30 agosto 2009       | 39,0%               | 39,5%                      | 35,6%               | 36,6%                      |
| 43       | 5 settembre 2009     | 27,6%               | 26,4%                      | 26,6%               | 27,2%                      |
| 44       | 6 settembre 2009     | 40,4%               | 41,4%                      | 36,1%               | 38,1%                      |
| 45       | 12 settembre 2009    | 34,7%               | 34,2%                      | 31,7%               | 32,9%                      |
| 46       | 13 settembre 2009    | 43,3%               | 44,1%                      | 38,4%               | 38,5%                      |
| 47       | 19 settembre 2009    | 33,6%               | 33,0%                      | 30,7%               | 31,9%                      |
| 48       | 20 settembre 2009    | 42,2%               | 42,2%                      | 39,3%               | 41,0%                      |
| 49       | 26 settembre 2009    | 36,7%               | 36,3%                      | 32,8%               | 33,1%                      |
| 50       | 27 settembre 2009    | 45,0%               | 45,8%                      | 41,5%               | 42,2%                      |
| 51       | 3 ottobre 2009       | 29,9%               | 30,2%                      | 30,0%               | 32,9%                      |
| 52       | 4 ottobre 2009       | 41,0%               | 40,4%                      | 37,3%               | 37,7%                      |
| 53       | 10 ottobre 2009      | 38,9%               | 38,9%                      | 36,1%               | 37,2%                      |
| 54       | 11 ottobre 2009      | 48,6%               | 49,7%                      | 44,2%               | 45,0%                      |
| Media    | Media                | 29,6%               | 29,7%                      | 27,3%               | 27,9%                      |

## Colonna sonora
1. Love Melody (사랑멜로디) – Eru
2. Did You Love (사랑했나요) – Eru
3. I'll Promise – Eru
4. 솔로예찬 – Eru
5. Heartburn (가슴앓이) – Eru
6. 사랑하는 이에게 – Tae Jin-ah
7. 일편단심 이쁜이 – Tae Jin-ah
8. 암코양이 – Gong Bo-kyung
9. Remember – Lee Gun-young
10. Il es fou – Kang Dong-yoon
11. Kiss (입맞춤) – Gong Bo-kyung
12. Soft and Slow – Kang Dong-yoon
13. Morning (아침) – Gong Bo-kyung
14. 거리의악사 – Lee Gun-young
15. 남자들이란 – Kang Dong-yoon
16. Love Melody (Radio Edit) (사랑멜로디 (Radio Edit)) – Kang Dong-yoon
17. Love Melody (GT Performance) (사랑멜로디 (GT연주)) – Kang Dong-yoon
18. I Believe in Love (사랑을 믿어요) – Eru

## Riconoscimenti
| Anno | Premio                                  | Categoria                                          | Ricevente            | Risultato       |
| ---- | --------------------------------------- | -------------------------------------------------- | -------------------- | --------------- |
| 2009 | Korean Culture and Entertainment Awards | Premio all'eccellenza, attrice in un drama         | Yoo Sun              | Vincitore/trice |
| 2009 | KBS Drama Awards                        | Premio alla massima eccellenza, attore             | Son Hyun-joo         | Vincitore/trice |
| 2009 | KBS Drama Awards                        | Premio alla massima eccellenza, attrice            | Yoon Mi-ra           | Candidato/a     |
| 2009 | KBS Drama Awards                        | Premio all'eccellenza, attore in un drama seriale  | Lee Pil-mo           | Candidato/a     |
| 2009 | KBS Drama Awards                        | Premio all'eccellenza, attore in un drama seriale  | Son Hyun-joo         | Candidato/a     |
| 2009 | KBS Drama Awards                        | Premio all'eccellenza, attrice in un drama seriale | Park Sun-young       | Candidato/a     |
| 2009 | KBS Drama Awards                        | Premio all'eccellenza, attrice in un drama seriale | Yoo Sun              | Vincitore/trice |
| 2009 | KBS Drama Awards                        | Miglior attore di supporto                         | Cho Jin-woong        | Candidato/a     |
| 2009 | KBS Drama Awards                        | Miglior attore di supporto                         | Han Sang-jin         | Candidato/a     |
| 2009 | KBS Drama Awards                        | Miglior attore di supporto                         | Yoon Joo-sang        | Vincitore/trice |
| 2009 | KBS Drama Awards                        | Miglior attrice di supporto                        | Kim Hye-ok           | Candidato/a     |
| 2009 | KBS Drama Awards                        | Miglior scrittore                                  | Jo Jung-sun          | Vincitore/trice |
| 2009 | KBS Drama Awards                        | Premio popolarità, attore                          | Lee Pil-mo           | Candidato/a     |
| 2009 | KBS Drama Awards                        | Premio popolarità, attrice                         | Yoo Sun              | Candidato/a     |
| 2009 | KBS Drama Awards                        | Premio miglior coppia                              | Lee Pil-mo e Yoo Sun | Vincitore/trice |
| 2010 | Rose d'Or                               | Miglior soap opera e telenovela                    |                      | Candidato/a     |

## Distribuzioni internazionali
| Paese     | Canale/i | Prima TV                 | Titolo adottato                                          |
| --------- | -------- | ------------------------ | -------------------------------------------------------- |
| Giappone  | WOWOW    | 22 marzo 2010-conclusa   | ソル薬局の息子たち (I figli della casa farmaceutica Sol) |
| Hong Kong | ATV      | 22 marzo-25 giugno 2010  | 一屋叉燒的家庭                                           |
| Taiwan    | EBC      | 20 maggio-6 agosto 2010  | 松藥局的兒子們 (I figli della casa farmaceutica Song)    |
| Vietnam   | VTV3     | 29 ottobre 2010-conclusa | Bốn chàng quý tử (I quattro giovani figli)               |
| Cina      | Hunan TV | 15 aprile-26 maggio 2011 | 松藥局的兒子們 (I figli della casa farmaceutica Song)    |